# 590 Tomyris
590 Tomyris este un asteroid din centura principală, descoperit pe 4 martie 1906, de Max Wolf.